# Nova Scotia

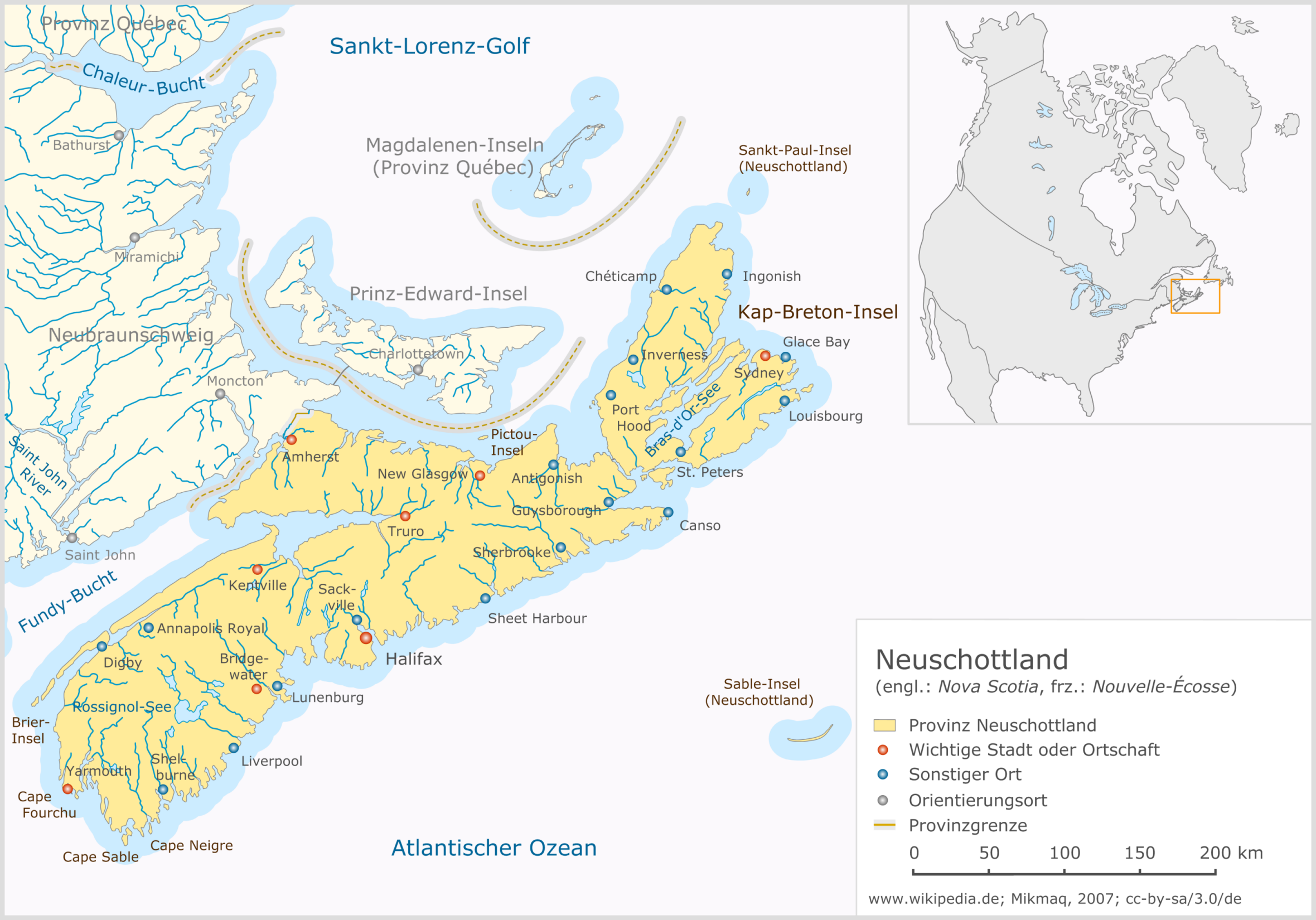
Karte von Nova Scotia

Nova Scotia [ˌnoʊvə ˈskoʊʃə] (lateinisch für Neuschottland, französisch Nouvelle-Écosse, schottisch-gälisch Alba Nuadh) ist eine Provinz im Osten Kanadas. Sie liegt an der Atlantikküste und besteht zum größten Teil aus der gleichnamigen Halbinsel. Die Hauptstadt ist Halifax.

## Geographie
Die Provinz besteht im Wesentlichen aus der Nova-Scotia-Halbinsel am Atlantischen Ozean und der nordöstlich vorgelagerten Kap-Breton-Insel. Zahlreiche Fischerorte säumen die Küste.
Nova Scotia ist flächenmäßig die zweitkleinste Provinz Kanadas. Bei einer Größe von 55.284 km² (96,5 % Landmasse und 3,5 % Wasser) ist kein Punkt in Nova Scotia mehr als 56 km vom Meer entfernt. In Kanada wird Nova Scotia zu den drei Seeprovinzen und somit auch zu den atlantischen Provinzen gerechnet.
Die einzige Landverbindung zum Rest Kanadas besteht im Nordwesten, wo Nova Scotia an New Brunswick grenzt. Im Norden liegen die zum Sankt-Lorenz-Golf gehörende Northumberlandstraße und die Cabotstraße, im Osten und Süden der offene Atlantik, im Westen die Bay of Fundy.
Der maritime Charakter der Provinz kommt auch dadurch zum Ausdruck, dass sich ihre vier extremsten Punkte alle auf Inseln befinden: Im Süden das Cape Sable auf der gleichnamigen Küsteninsel, im Westen die ebenfalls in Küstennähe befindliche Brier-Insel, am nördlichsten Punkt der Insel die in der Cabotstraße gelegene Sankt-Paul-Insel und im Osten die ca. 175 km vor der Küste gelegene Sable-Insel.

### Städte und Ballungszentren
Wichtige Städte sind Halifax, Dartmouth, Bedford, Yarmouth, Amherst, Truro, New Glasgow und Sydney. Weitere Städte sind u. a. Lunenburg, Kentville, Mahone Bay und Bridgewater.
| Gemeinde                                                 | 2006    | 2011    | 2016    | 2021    |
| -------------------------------------------------------- | ------- | ------- | ------- | ------- |
| Halifax (Halifax Regional Municipality)                  | 372.679 | 390.096 | 403.131 | 439.819 |
| Cape Breton Regional Municipality                        | 097.398 | 102.250 | 094.285 | 093.694 |
| Lunenburg (Municipal District)                           | 025.164 | 025.118 | 024.863 | 025.545 |
| East Hants (Municipal District)                          | 021.397 | 022.111 | 022.453 | 022.892 |
| West Hants (Municipal District)                          | 013.871 | 014.165 | 019.016 | 019.509 |
| Truro                                                    | 012.059 | 011.765 | 012.261 | 012.954 |
| Chester                                                  | 010.599 | 010.741 | 010.310 | 010.693 |
| Yarmouth                                                 | 007.162 | 006.761 | 009.845 | 010.067 |
| New Glasgow                                              | 009.455 | 009.562 | 009.075 | 009.471 |
| Amherst                                                  | 009.505 | 009.717 | 009.404 | 009.413 |
| Bridgewater                                              | 007.944 | 008.241 | 008.532 | 008.790 |
| Quelle: Statistics Canada (2006 und 2011, 2016 und 2021) |         |         |         |         |

### Nationalparks

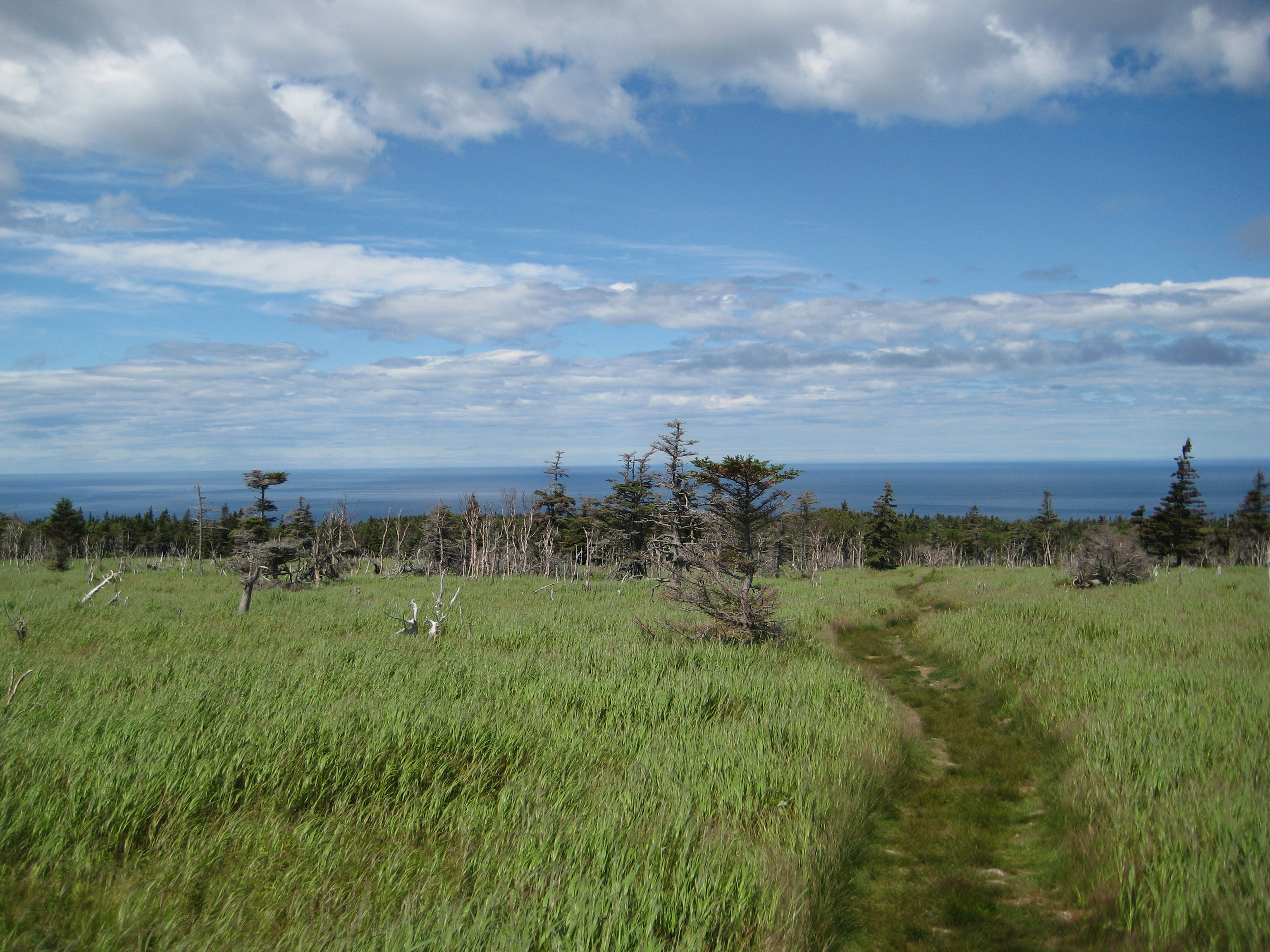
Cape-Breton-Highlands-Nationalpark

Die zwei Nationalparks der Provinz sind der Cape-Breton-Highlands-Nationalpark im Norden und der Kejimkujik-Nationalpark im Süden Nova Scotias.

### Klima

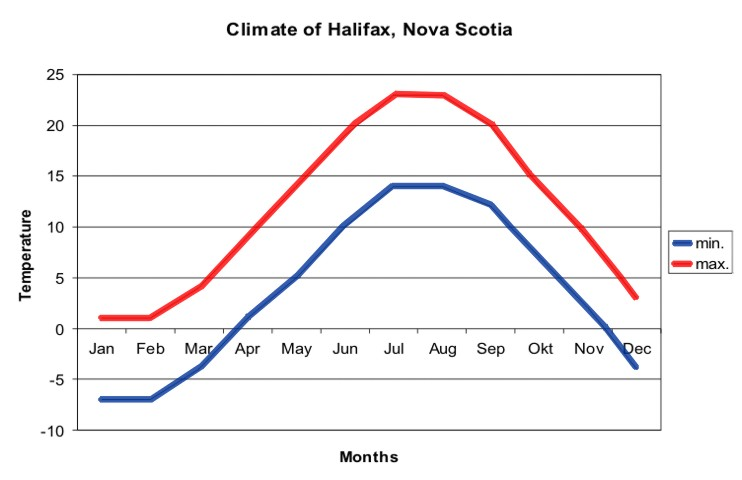
Temperaturwerte von Halifax

Das Klima Nova Scotias wird stark von der Lage am Atlantischen Ozean und dem Golfstrom beeinflusst. So sind die Winter mild, mit Durchschnittstemperaturen von 0 °C bis −10 °C, was Nova Scotia oft Winter mit sehr wechselhaften und gewöhnlich nicht allzu hohen Schneehöhen beschert. Eine Ausnahme bildet der nördliche Teil um die Kap-Breton-Insel, wo die Durchschnittstemperatur einige Grad tiefer liegt, mit bis zu 200 mm Niederschlag in den Wintermonaten.
Im Frühjahr und im Herbst liegen die Temperaturen bei etwa 15 bis 18 °C. Im Herbst taucht der Indian Summer die Landschaft in einen einzigartigen Farbrausch. Meistens beginnt diese Jahreszeit in der zweiten oder dritten Septemberwoche und dauert bis etwa Ende Oktober.

## Geschichte

### Indigene Völker
Der älteste Fund menschlicher Überreste wurde bei Debert im Colchester County gemacht. Die rund 4500 Artefakte der Paläoindianer wurden auf etwa 8600 v. Chr. datiert. Damit ist Debert nicht nur die älteste Fundstätte in Nova Scotia, sondern auch die nordöstlichste der Paläo-Indianer. Oberhalb der Cobequid Bay jagten diese Menschen offenbar Karibus.
Vor der Ankunft der Europäer waren die Mi’kmaq Jäger und Fischer. Sie bauten lediglich Tabak an. Im Herbst jagten sie in kleinen Gruppen Elche und Karibus.

### Europäische Besiedlung
Die dauerhafte europäische Besiedlung begann, als John Cabot im 15. Jahrhundert große Kabeljaubestände vor der Küste entdeckte. 1605 wurde Port Royal, das heutige Annapolis Royal, gegründet. Immer mehr Franzosen wanderten in die neu gegründete Provinz Akadien ein.
1620 erklärte Jakob I., König von England, im Council for New England die ganze Küste Akadiens bis zur Chesapeake Bay zu Neuengland. Am 29. September 1621 erhielt Sir William Alexander Landgarantien für die erste britische Siedlung in Nova Scotia. 1622 verließen die ersten Siedler Schottland. Obwohl die Herrschaft über Nova Scotia immer wieder in englische Hände überging, gab es bis zur Gründung von Halifax 1749 keine nennenswerte größere britische Siedlung in Nova Scotia.
Die Briten errichteten im Juli 1749 ihr neues Hauptquartier Halifax auf der Chebucto-Halbinsel, nachdem sie die Festung Louisbourg gemäß dem Friedensvertrag von Aachen (1748) wieder an die Franzosen hatten zurückgeben müssen.

### Britische Kolonie
1713 wurde Großbritannien im Frieden von Utrecht das Gebiet von Nova Scotia zugesprochen. Frankreich behielt seine Besitzungen nur auf Île St Jean (Prince Edward Island) und die Île Royale (Kap-Breton-Insel), wo es die Festung Louisbourg gründete, um die dortigen französischen Fischfanggebiete und den Seezugang nach Québec zu kontrollieren. Die britische Regierung war jedoch beunruhigt, da die Mehrheit der Siedler Nova Scotias aus katholischen und französischsprachigen Akadiern bestand, die keine Treue auf die britische Krone schworen. 1755 wurden daher über 12.000 Akadier gewaltsam aus Nova Scotia vertrieben. Zuvor hatte die britische Regierung bereits Foreign Protestants, Einwanderer aus Süddeutschland, angeworben, um ein Gegengewicht zu den katholischen Akadiern zu schaffen. Ferner lebten schwarze Sklaven auf der Insel, die sowohl auf den Feldern als auch im Haushalt arbeiten mussten. 1796 lebten zudem ca. 3000 freie Schwarze auf der Insel. 1796 siedelten über tausend von ihnen nach Sierra Leone über. Seit den 1780er begannen der schottische presbyterische Pfarrer James McGregor und andere eine abolutionistische Bewegung, die jedoch zunächst ohne Erfolg blieb.
Im Juli 1796, nach dem Zweiten Maroon-Krieg auf Jamaika brachten die Briten 549 rebellierende Trelawney Town Maroons zusammen mit ihren Sklaven in drei Schiffen, darunter die HMS Dover nach Halifax, vor allem Frauen und Kinder. Sie hatten 25.000 jamaikanische Pfund als Entschädigung erhalten. Sie standen unter Aufsicht von Oberstleutnant William Dawes Quarrell und Hauptmann Alexander Ochterloney. Viele von ihnen waren krank und durch den langen Transport geschwächt. Die Maroons wurden sofort von Gouverneur John Wentworth und Prinz Edward Augustus eingesetzt, um auf dem Citadel Hill in Halifax eine Festung gegen die Franzosen zu erbauen. Im selben Jahr genehmigte der Duke of Portland ihre Ansiedlung auf Nova Scotia, obwohl Generalmajor George Walpole (1758 – 1835) ihre Deportation immer noch für illegal hielt. Sie wurden in Preston nordöstlich von Halifax angesiedelt. 1797 bekehrte sich ein Teil von ihnen unter Leitung von Hauptmann John Palmer zum Christentum und wurde in Boydville angesiedelt. 1800 wurden die meisten Maroons nach Westafrika umgesiedelt.
Mehr als die Hälfte der Vorfahren der heutigen Bewohner Nova Scotias kamen nach der Vertreibung der Akadier an. Zwischen 1759 und 1768 folgten rund 8000 Bauern aus den Neuenglandstaaten dem Ruf von Charles Lawrence, dem damaligen Gouverneur Nova Scotias, und siedelten großteils im Annapolis Valley. Nach dem Ende des Amerikanischen Unabhängigkeitskrieges kamen 16.000 Loyalisten nach Nova Scotia. Sie begannen, die Mi’kmaq aus ihrem Siedlungsgebiet zu vertreiben und brannten die lokale Vegetation ab, was die Erträge der Jagd minderte. Nachdem das Amt des "Superintendent of Indian Affairs" nach 1784 nicht mehr besetzt worden war, kümmerte sich niemand mehr um die Belange der Einheimischen. Ab 1800 wurden alle Zahlungen an die Mi’kmaq eingestellt. Eine große Anzahl gälischsprachiger Hochlandschotten wurde im Zuge der Highland Clearances zur Emigration nach Cape Breton, das 1763 ein Teil Nova Scotias wurde, gezwungen. Etwa 1000 Iren aus Ulster siedelten in Zentral-Nova Scotia. Die Sklaverei endete langsam zwischen 1815 und den 1820er Jahren.
Nova Scotia war die erste Kolonie des britischen Empires, die 1848 aufgrund der Bemühungen von Joseph Howe eine gewisse Selbstverwaltung erhielt. Am 1. Juli 1867 führte Charles Tupper Nova Scotia zusammen mit New Brunswick und der Provinz Kanada in die Kanadische Konföderation.

### 20. und 21. Jahrhundert
1923 wurde der Straßenverkehr von Links- auf Rechtsverkehr umgestellt. Bei einem Amoklauf am 18. und 19. April 2020 wurden 23 Menschen getötet.

## Politik
Das politische System Nova Scotias basiert auf dem Westminster-System mit einem Einkammernparlament. Das Abgeordnetenhaus besteht aus 51 Mitgliedern, die in ebenso vielen Wahlkreisen nach dem Mehrheitswahlsystem gewählt werden. Der Vizegouverneur, der das Staatsoberhaupt vertritt, kann in Absprache mit dem Premierminister innerhalb eines bestimmten Zeitrahmens das Parlament vorzeitig auflösen und Neuwahlen ansetzen, der britischen Parlamentstradition entsprechend. Premierminister ist stets der Vorsitzende jener Partei, welche die meisten Sitze errungen hat.
Im kanadischen Unterhaus wird Nova Scotia von elf Abgeordneten vertreten. Gemäß der kanadischen Verfassung stehen der Provinz zehn Sitze im Senat zu.

## Administrative Gliederung

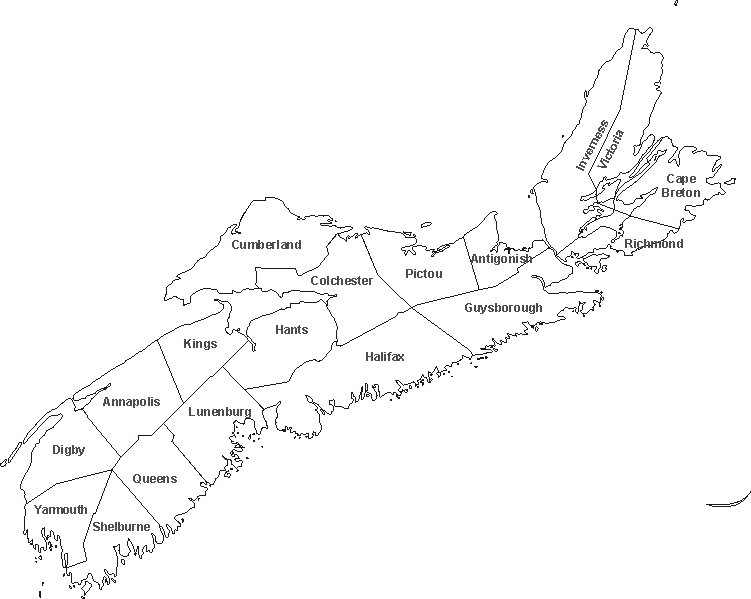
Bezirke von Nova Scotia

Nova Scotia besteht aus drei sogenannten Regional Municipalities (Cape Breton, Halifax, Queens) und insgesamt 18 Bezirken (Countys):
- Annapolis
- Antigonish
- Cape Breton
- Colchester
- Cumberland
- Digby
- Guysborough
- Halifax
- Hants
- Inverness
- Kings
- Lunenburg
- Pictou
- Queens
- Richmond
- Shelburne
- Victoria
- Yarmouth

## Bevölkerung
Mehr als 80 % der Bewohner Nova Scotias haben Vorfahren, die von den britischen Inseln stammen. Der Rest bildet sich aus 18 Prozent französischer Herkunft und den nächstgrößten Bevölkerungsgruppen mit deutschen und niederländischen Vorfahren.
Zahlreiche Bewohner Nova Scotias sind polnischer, italienischer, jüdischer und libanesischer Herkunft. Nach dem Krieg von 1812 ließen sich etliche Tausend Schwarze in der Umgebung von Halifax nieder; heute leben 15.000 ihrer Nachfahren in Nova Scotia. In jüngerer Zeit sind auch Afrikaner, Osteuropäer, Chinesen sowie diverse andere Asiaten als Einwanderer nach Nova Scotia gekommen.
Fast 22.000 Provinzbewohner (etwa 2,4 %) stammen von den indigenen Völkern ab; die meisten gehören zu den Mi’kmaq-Indianern.

### Sprachen

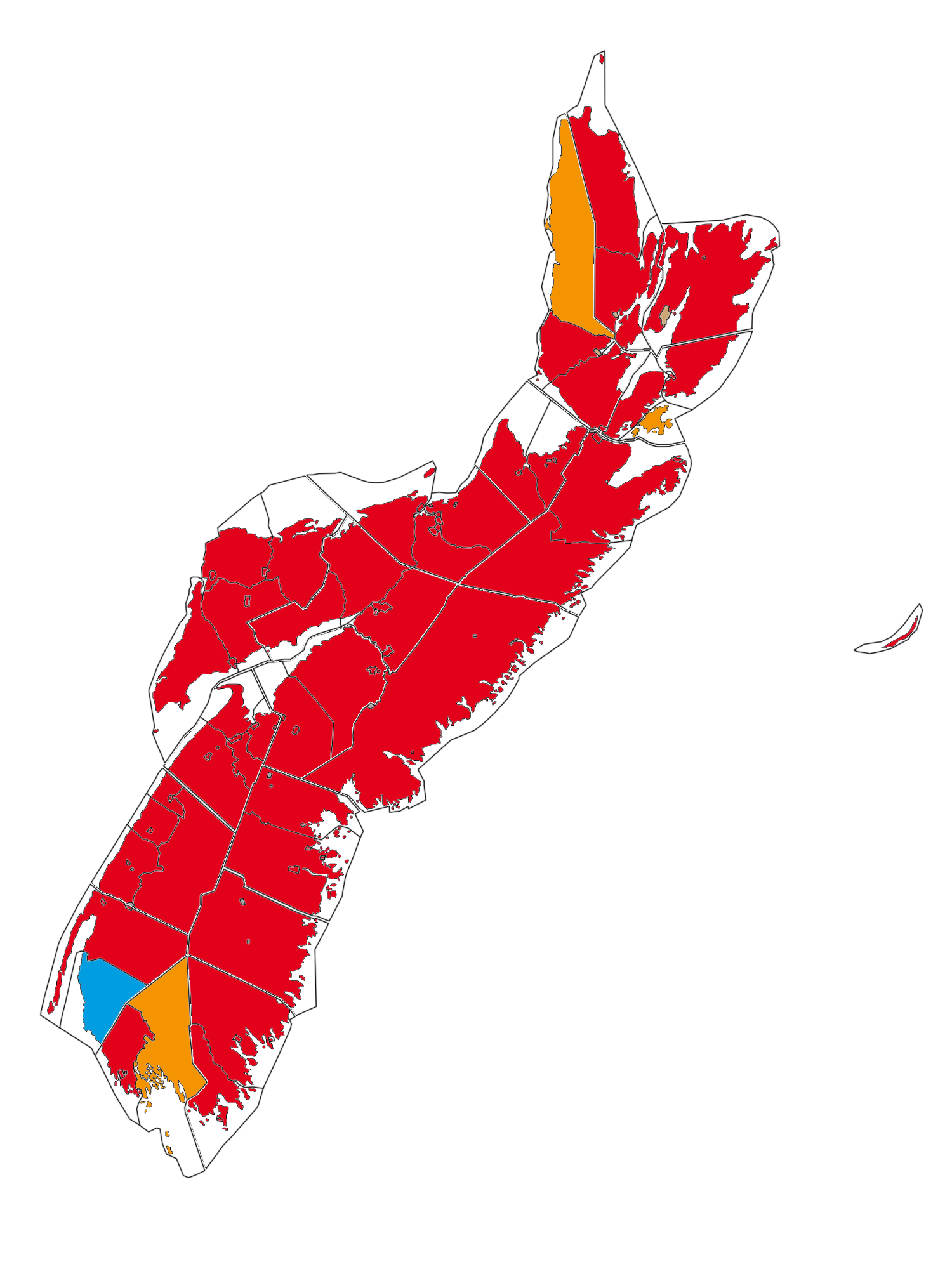
Muttersprachler in Nova Scotia: Rot – anglophone Mehrheit, Orange – Mischung anglophon/frankophon, Blau – frankophone Mehrheit

Die Provinz Nova Scotia ist offiziell anglophon, mit etwa 830.000 englischsprachigen Bewohnern und 40.000 frankophonen Akadiern, die akadisches Französisch sprechen. Die Akadier leben vor allem im Digby County, Yarmouth County, um Antigonish, im Guysborough County, auf der Isle Madame und in benachbarten Dörfern im Richmond County, Cheticamp, St. Joseph du Moine und im Inverness County. Zusätzlich leben noch etwa 4500 algonkinsprachige Mi’kmaq in der Provinz. Unter den minoritären Sprachen liegen das Arabische und das Deutsche mit je etwa 4000 Muttersprachlern gleichauf, was jeweils 0,5 % der Bevölkerung entspricht.
Im Norden der Provinz – auf der Kap-Breton-Insel – hatte bis Mitte des 20. Jahrhunderts die kanadisch-gälische Sprache (eine Variante der schottisch-gälischen Sprache) der schottischen Einwanderer eine starke Stellung.

### Religion
Etwa 85,8 % der Bevölkerung Nova Scotias gehören einer christlichen Konfession an, etwa 46,3 % sind evangelisch, etwa 36,5 % katholisch, etwa 2,7 % anderen christlichen Glaubens und etwa 0,3 % orthodox. Muslime stellen etwa 0,4 % der Bevölkerung, des Weiteren gibt es etwa 0,2 % Juden und etwa 0,2 % Buddhisten. Ungefähr 11,6 % gehören keiner Religion an.

## Bildung
Die Provinz beherbergt eine Reihe von kleineren Universitäten und Colleges. Zu den größeren zählen die Dalhousie University und die Saint Mary’s University in Halifax, die Acadia University in Wolfville, die Saint Francis Xavier University in Antigonish und die einzige frankophone Université Sainte-Anne.

## Wirtschaft
Das Bruttoinlandsprodukt (BIP) betrug im Jahr 2005 preisbereinigt 17,89 Milliarden Euro, was nur 2,2 % des gesamten kanadischen BIP entspricht. Nova Scotias BIP pro Kopf mit 19.074 Euro liegt ebenfalls unter dem Kanadas.
In Nova Scotia gibt es ausgedehnte Holzwirtschaft, Acker- und Obstbau, vor allem im Annapolis Valley, und Bergbau, etwa in Cape Breton. In den Küstenregionen Nova Scotias stellt neben dem Fischfang der Tourismus für viele Einwohner den Haupterwerb dar.
Zunehmend wird der Abbau von Rohstoffen wie Gas, Öl, Gold, Gips und anderen Erdmineralien sowie der allgemeine Energiesektor wichtiger. In Nova Scotia befinden sich mehrere Abbaugebiete, die mehrere Tausend Mitarbeiter beschäftigen.
Der Luft- und Raumfahrtsektor hat auch eine immer stärker werdende Bedeutung in der Provinz. In diesem Bereich werden rund 6000 Mitarbeiter in der Privatwirtschaft beschäftigt und Erlöse von 500 Millionen Kanadischen Dollars (CAD) jährlich generiert. Hinzu kommen weitere 9000 Mitarbeiter, die in den Forschungs- und Entwicklungsbeteiligungen des Department of National Defence (DND) arbeiten. Zu den größeren Unternehmen im Luft- und Raumfahrtsektor gehören u. a. Lockheed Martin Canada, CAE, Pratt & Whitney Canada und MacDonald Dettwiler.
Nova Scotia zählt zu den größten Produktionsstandorten der Filmwirtschaft in Kanada. Der Bereich beschäftigt rund 3000 Mitarbeiter und erwirtschaftet rund 100 Millionen CAD jährlich. In Nova Scotia befinden sich mehrere Filmstudios, die über die nötige Infrastruktur verfügen. Neben kanadischen Produktionen werden auch US-amerikanische in der Provinz gedreht.
Des Weiteren tragen Informations- und Kommunikationstechnologie, Finanzwirtschaft, Computerspieleindustrie und Medizintechnik zum Bruttoinlandsprodukt bei.

## Verkehr

### Highways
Die wichtigste Autobahnverbindung ist der Trans-Canada Highway, der die Provinz mit dem kanadischen Festland verbindet. Die Provinz verfügt über mehrere Landstraßen und kleine Zubringer-Autobahnen zum Highway.

### Flugverbindungen
Der Halifax Stanfield International Airport ist der größte Flughafen in der Provinz. Er wird bei ungünstigen Winden über dem Atlantik des Öfteren als Tankstopp für reichweitenkritische Transatlantikflüge benutzt. Im Jahr 2012 wurden bei durchschnittlich 170 Flugbewegungen pro Tag 3.605.701 Passagiere gezählt.

### Schienenverbindungen
VIA Rail Canada bietet mehrmals wöchentlich direkte Reisezugverbindungen aus Montreal und Québec nach Halifax an. Sie nutzen die Infrastruktur der Canadian National Railway (CN), für die Halifax das östliche Ende ihres Schienennetzes darstellt. Schienengüterverkehr zwischen Nova Scotia und den anderen kanadischen Provinzen wird durch die CN angeboten. Innerhalb der Provinz betrieben die Windsor and Hantsport Railway und die Cape Breton and Central Nova Scotia Railway Zweigstrecken mit Güterverkehr, die aber 2011 bzw. 2015 stillgelegt wurden.

## Umwelt

### Altlasten aus dem Zweiten Weltkrieg im Meer
Die Gewässer vor Nova Scotia sind mit Altlasten aus dem Zweiten Weltkrieg belastet. Nach Kriegsende wurden von den US-amerikanischen Streitkräften Kampfmittelreste, darunter Munition und vermutlich auch chemische Kampfstoffe, in den Gewässern vor Nova Scotia und Neufundland verklappt. Diese Praxis galt bis in die 1960er-Jahre als kostengünstige Entsorgungsmethode, weshalb große Mengen an Munition und anderen Kampfmitteln im Meer versenkt wurden.
Die Altlasten sind heute ein ernstzunehmendes Umweltproblem, da Millionen Tonnen explosiver und chemischer Kampfmittel bis heute am Meeresgrund liegen und langsam korrodieren. Dadurch gelangen Schadstoffe ins Meer, die potenziell die Meeresumwelt und auch die Nahrungskette belasten können. Kanadische Experten berichten zudem von mehreren Versenkungsgebieten an der Ostküste Kanadas, darunter eines mit etwa 80.000 Tonnen Munition, das sich mitten in einem der wichtigsten Fischfanggebiete befindet. In den Bras d’Or Lakes von Nova Scotia wurden beispielsweise während des Krieges zahlreiche Bomben versenkt, was zu ungewöhnlichen Veränderungen bei den Tieren und möglicherweise zu erhöhten Gesundheitsrisiken für die Bevölkerung geführt hat.